# Dobytí Mallorky
Dobytí Mallorky v letech 1228–1231 bylo vojenské tažení reconquisty aragonského krále Jakuba I. proti středomořskému ostrovu Mallorca, které bylo od roku 1203 součástí muslimské říše Almohadů, ale místní vládce Abú Jahja zde vybudoval polo-nezávislé knížectví formálně podřízené almohadskému chalífovi. Konečné dobytí ostrova křesťanskými vojsky vedlo k zřízení Mallorského království králem Jakubem, které se připojilo k zemím Aragonské koruny. Přesto bylo de facto nezávislé. Téhož roku kapituloval ostrov Menorca a roku 1235 Jakub rozšířil nové království ještě o Ibizu, kterou dobyl samostatným tažením. Teprve až roku 1349 bylo Mallorské království plně včleněno do zemí Aragonské koruny.

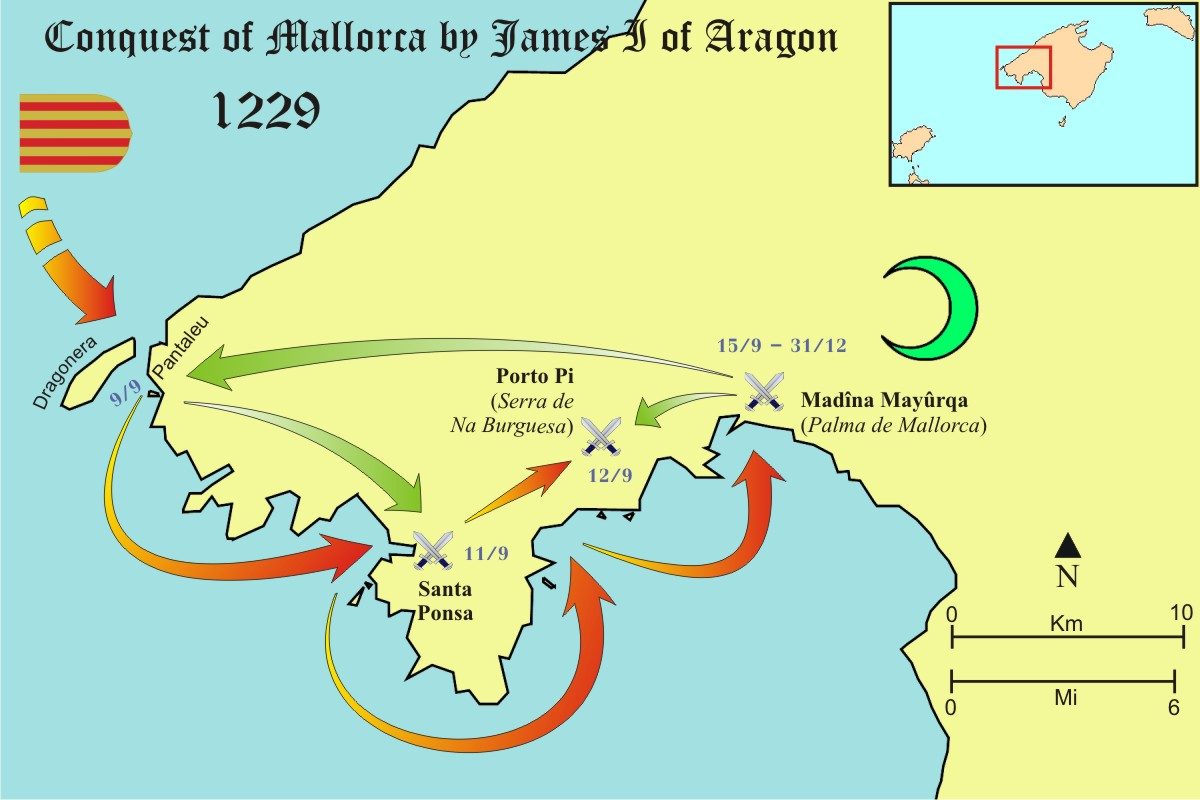
Tažení Jakuba Aragonského

## Související
- Mallorské království
- Reconquista